# オキサロアセターゼ
オキサロアセターゼ(Oxaloacetase、EC 3.7.1.1)は、以下の化学反応を触媒する酵素である。
オキサロ酢酸 + 水{\displaystyle \rightleftharpoons }シュウ酸 + 酢酸
従って、この酵素の基質はオキサロ酢酸と水の2つ、生成物はシュウ酸と酢酸の2つである。
この酵素は加水分解酵素、特にケトンの炭素-炭素結合に作用する酵素である。系統名は、オキサロ酢酸 アセチルヒドロラーゼ(oxaloacetate acetylhydrolase)である。オキサロヒドロラーゼ(oxalacetic hydrolase)とも呼ばれる。

## 関連文献
- Hayaishi O, Shimazono H, Katagiri M and Saito Y (1956). “Enzymatic formation of oxalate and acetate from oxaloacetate”. J. Am. Chem. Soc. 78 (19):  5126–5127. doi:10.1021/ja01600a084.